# 新安街道 (双鸭山市)
新安街道，是中华人民共和国黑龙江省双鸭山市宝山区下辖的一个乡镇级行政单位。

## 行政区划
新安街道下辖以下地区：
东平社区、富民社区和西平社区。